# Єрмаков Віктор Федорович
Віктор Федорович Єрмаков (нар. 9 вересня 1935, Дніпропетровськ) — радянський військовий діяч, генерал армії, командувач Центральної групи військ СРСР. Депутат Верховної Ради УРСР 11-го скликання. Народний депутат РРФСР у 1990—1993 роках

## Біографія
Народився в родині військовослужбовця. Під час Другої світової війни перебував у евакуації на Уралі. Закінчив середню школу у Тернопільській області.
З 1953 року служить у Радянській армії.
У 1956 році закінчив Київське училище самохідної артилерії.
Командував навчальним танковим взводом і танковою ротою в Прибалтійському військовому окрузі.
Член КПРС з 1961 року.
З 1966 року — заступник командира навчального танкового батальйону.
У 1970 році закінчив Військову академію імені Фрунзе.
З 1970 року — заступник командира мотострілецького полку, начальник штабу танкового полку. У 1973 році командував танковим полком, з 1973 року — заступник командира мотострілецької дивізії.
У 1976 році закінчив Військову академію Генерального штабу Збройних Сил СРСР імені Ворошилова.
У 1976—1978 роках — командир 15-ї гвардійської танкової дивізії.
У грудні 1978 — липні 1980 року — командир 28-го армійського корпусу Центральної групи військ у місті Оломоуць (Чехословаччина).
У липні 1980 — травні 1982 року — командувач 14-ї армії Одеського військового округу.
У 1982 році закінчив Вищі академічні курси при Військовій академії Генерального штабу Збройних Сил СРСР.
У травні 1982 — листопаді 1983 року — командувач 40-ї армії, яка вела бойові дії в Афганістані у складі Обмеженого контингенту радянських військ.
У листопаді 1983 — жовтні 1984 року — 1-й заступник командувача військ Туркестанського військового округу.
У жовтні 1984 — грудні 1987 року — командувач Центральної групи військ на території Чехословаччини.
У листопаді 1987 — липні 1990 року — командувач військ Ленінградського військового округу.
У липні 1990 — вересні 1991 року — заступник Міністра оборони СРСР з кадрів — начальник Головного управління кадрів Міністерства оборони СРСР.
З 1991 року — у відставці.
Після створення у 2008 році Служби генеральних інспекторів Міністерства оборони Російської Федерації працював генеральним інспектором Служби.
З 2006 року — 1-й заступник Голови Російського комітету ветеранів війни і військової служби. Голова Ради ветеранів Збройних сил Російської Федерації. Член правління і президії Загальноросійської громадської організації інвалідів війни в Афганістані і військової травми «Інваліди війни», член правління і президії Російського Союзу ветеранів Афганістану, голова ради Загальноросійської громадської організації ветеранів Збройних сил Російської Федерації.
Після створення 2008 року Служби генеральних інспекторів Міністерства оборони Російської Федерації є генеральним інспектором Міністерства оборони.
З 2012 року є Головою Ради ветеранів Збройних сил Російської Федерації. Член правління і президії Загальноросійської громадської організації інвалідів війни в Афганістані та військової травми «Інваліди війни», член правління і президії Російського Союзу ветеранів Афганістану, голова ради Загальноросійської громадської організації ветеранів Збройних Сил Російської Федерації.
Член центрального штабу Загальноросійського народного фронту.
Віце-президент Клубу воєначальників Російської Федерації (президент Клубу — генерал армії Куликов А. С.) Автор спогадів про Афганську війну.

## Санкції
15 січня 2023 року, через вторгнення Росії в Україну, внесений до списку санкцій України, передбачається блокування активів на території країни, припинення виконання економічних і фінансових зобов'язань, припинення культурних обмінів і співпраці, позбавлення українських держнагород.

## Звання
- Генерал-майор танкових військ
- Генерал-лейтенант (30.10.1981)
- Генерал-полковник
- Генерал армії (6.02.1991)

## Нагороди
- Орден Червоного Прапора
- Орден Червоної Зірки
- Орден «За службу Батьківщині в Збройних Силах СРСР» 3-го ст.
- Російський Орден пошани
- Медалі